# Härte mit System – Wie Deutschland abschiebt
Härte mit System – Wie Deutschland abschiebt ist ein WDR-Dokumentarfilm von Birand Bingül, Pagonis Pagonakis und Jutta Pinzler aus dem Jahre 2006 über die Abschiebe-Praxis deutscher Behörden. Die Reportage wurde am 11. Mai 2006 zum ersten Mal ausgestrahlt.
Weitere Ausstrahlungen erfolgten am 7. und 8. Juni 2006 beim Fernsehsender Phoenix.

## Inhalt
Die Dokumentation zeigt aktuelle Fälle von Abschiebungen aus Deutschland, bei denen – entgegen der bisherigen Praxis – der Abschiebetermin nicht angekündigt wurde. Die Autoren des Films gehen den Gründen dafür nach und erklären das insgesamt verschärfte Verfahren aus dem komplexen Prozess einer Abschiebung, in deren Verlauf es zu Arbeits- und Kostendruck für die beteiligten Mitarbeiter – von der Justiz bis zum Flugzeugpiloten – kommt. Um diesen Druck zu mildern, seien die Behörden offenbar verstärkt zu nichtangekündeten Abschiebungen übergegangen, die eine besondere Härte für die betroffenen Flüchtlingsfamilien darstellten.
Der Film zeigt die aktuelle Abschiebepraxis nicht nur aus Sicht der Betroffenen – hier anhand des Einzelfalls der Familie L. –, sondern auch aus Sicht des gesellschaftlichen Umfelds und der beteiligten Behörden. Er bezieht finanzielle und wirtschaftliche Überlegungen als mögliche Motive für deren Vorgehen mit ein. Er schildert im Einzelnen:
- den Ablauf und die Organisation von Abschiebungen
- Beispiele von „stillen“ und nächtlichen Abschiebungen
- die Reaktionen von Nachbarn darauf
- die Situationen der Abgeschobenen und die Folgen für ihre Angehörigen
- den Sprachgebrauch der Behörden.

Er kommt zu dem Ergebnis, es gäbe heute eine gewisse Häufung („Konjunktur“) von Abschiebungen, die – z. B. bei Flüchtlingen aus dem ehemaligen Jugoslawien – auch Menschen betreffe, denen gegenüber Jahre lang öffentlichkeitswirksam eine Integrations- und Duldungspolitik praktiziert worden sei und die nun ohne größere Öffentlichkeit routinemäßig außer Landes gebracht würden.
Die Dokumentation stellt diese Einzelfälle vor, ohne statistische Daten über die Häufigkeit der geschilderten Vorkommnisse zu erheben. In welchem Ausmaß in Bezug auf die Gesamtzahl der Abschiebungen die geschilderten Probleme auftreten, bleibt offen. So wird über den Fall einer tamilischen Familie mit einem schwer geistig behinderten Kind aus dem sauerländischen Meschede berichtet, die im August 2005 in einer nächtlichen Aktion nach Sri Lanka abgeschoben wurde. Diese Familie lebte seit über zehn Jahre in Deutschland. Interviewt wird eine Nachbarin, die sich durch das Verhalten der Behörden an ihre eigene Vergangenheit erinnert fühlte: „Haben wir wieder Hitlerzeit?“
Berichtet wird über beteiligte Firmen wie LTU und Lufthansa und den unterschiedlichen Umgang der Flugkapitäne mit der Abschiebung. So im Februar 2005: Der Film zeigt die Proteste in einem Flughafen gegen den Abschiebungsversuch einer Iranerin in ihr Heimatland. Der Frau droht im Iran die Steinigung wegen Ehebruch. Der Film zeigt Szenen einer Steinigung. Im Terminal fordern Freunde und Demonstranten ein Bleiberecht. Polizeibeamte räumen daraufhin das Terminal, um einen ungestörten Abschiebevorgang sicherzustellen. Es gibt „Aufregung“ beim Boarding. Der Lufthansapilot bricht daraufhin den Flug ab. Die Iranerin, so berichtet der Film, wird später als „Härtefall“ anerkannt. Sie bekommt Asyl und wird nicht mehr abgeschoben. Anders verlaufen laut dem Film Abschiebungen an dafür gesondert eingerichteten Terminals, zu denen die Öffentlichkeit keinen Zutritt habe. Der Film nennt hier das Gate F des Düsseldorfer Flughafens.
Neben der Situation von traumatisierten Menschen und dem Umgang der Behörden mit entsprechenden medizinischen Gutachten berichtet der Film besonders über den Zusammenhang zwischen den Kosten für die gemieteten Flugzeuge und den unangekündigten Abschiebungen. Ein Mitarbeiter einer Abschiebebehörde berichtet, es gehe dabei darum, Stornierungsgebühren zu sparen. Behörden, die Betroffenen einen Termin für die Abschiebung mitteilen, müssten sich Kritik unter anderem vom Bundesgrenzschutz gefallen lassen, da die Familien, vor diese Situation gestellt, vermehrt Folgeanträge stellten und sich somit der Kostenaufwand für die Abschiebung erhöhe.

## Reaktionen
Filme wie die Fernseh-Dokumentation Abschiebung im Morgengrauen und Härte mit System – Wie Deutschland abschiebt trugen dazu bei, die Praxis der Abschiebungen in der breiten Bevölkerung bekannt zu machen. Die Initiative kein mensch ist illegal (kmii) nutzte den Film, als sie zu einem Tag ohne Abschiebungen am 30. August 2008 mit Protestaktionen gegen Abschiebungen aufrief: Im Vorfeld eines Aufrufs wurde dieser Film in einigen Kneipen in Köln vorgeführt.
Die linksliberale deutsche Tageszeitung Frankfurter Rundschau vom 11. Mai 2006 titelt eine Besprechung des Films mit dem Zitat einer Nachbarin, die Zeugin einer nächtlichen Abschiebung wurde: „Haben wir wieder Hitlerzeit?“ Der Film biete einen neuen Beitrag zur Frage, ob die Gesetze, die die Abschiebung regeln, und ihre Ausführung in Ordnung sind.
Weiter schreibt die Frankfurter Rundschau zu dem Film: „In dieser WDR-Dokumentation über die deutsche Abschiebepraxis wird nicht bedächtig das Für und Wider erörtert. Die Autoren […] machen von Anfang an klar, dass sie den staatlichen Umgang mit diesen Menschen für einen Skandal halten.“ Danach ließe sich der Film in den Bereich des Meinungsjournalismus einordnen. Volker Mazassek ist allerdings der Meinung, dass Journalismus die Aufgabe habe, die Funktionalität eines Rechtsstaates zu befragen: „Von interessierter Seite wird der engagierte Beitrag sicherlich als Kampagnen-Journalismus abgetan, weil die Behörden nur täten, wozu sie nach Recht und Gesetz verpflichtet seien. Aber dieses Argument ist banal. Man kann ja mal fragen, ob diese Gesetze und ihre Ausführung in Ordnung sind.“